# NGC 310
NGC 310は、くじら座の恒星である。ニュージェネラルカタログに収録されているが、当初から「恒星状」の天体と記されている。1866年12月31日に、ロバート・ボールによって記録されている。